# Lutz Heßlich
Lutz Heßlich (Ortrand, 17 gennaio 1959) è un ex pistard tedesco, campione olimpico della velocità a Mosca 1980 e Seul 1988.

## Carriera
Ha gareggiato per la Germania Est ai Giochi olimpici 1980 tenutisi a Mosca, nella velocità, vincendo la medaglia d'oro. Ha saltato i Giochi olimpici 1984 a causa del boicottaggio dei Paesi dell'ex blocco sovietico e dell'Europa orientale, ma è tornato a gareggiare ai Giochi olimpici 1988 a Seul, durante le quali ha vinto una seconda medaglia d'oro sempre nella velocità.
Oltre ai due titoli olimpici, in carriera si è aggiudicato quattro titoli mondiali nella velocità dilettanti (1979, 1983, 1985 e 1987), oltre a tre medaglie d'argento (1981, 1982, 1986) e una di bronzo (1977).

## Palmarès
- 1976

Campionati del mondo, Velocità Juniores
- 1977

Campionati del mondo, Velocità Juniores
- 1978

Campionati tedeschi orientali, Velocità
Grand Prix de Paris (Parigi), Velocità
- 1979

Campionati tedeschi orientali, Velocità
Grand Prix de Paris (Parigi), Velocità
Campionati del mondo, Velocità Dilettanti
- 1980

Campionati tedeschi orientali, Velocità
Giochi olimpici, Velocità
- 1982

DBC Grand Prix Open (Copenhagen), Velocità
Campionati tedeschi orientali, Velocità
- 1983

Campionati tedeschi orientali, Velocità
Grand Prix de Paris (Parigi), Velocità
Campionati del mondo, Velocità Dilettanti
- 1984

DBC Grand Prix Open (Copenhagen), Velocità
Campionati tedeschi orientali, Velocità
Giochi dell'Amicizia, Velocità
- 1985

Campionati tedeschi orientali, Velocità
Grand Prix de Paris (Parigi), Velocità
Campionati del mondo, Velocità Dilettanti
- 1986

Goodwill Games, Velocità
DBC Grand Prix Open (Copenhagen), Velocità
Campionati tedeschi orientali, Velocità
- 1987

DBC Grand Prix Open (Copenhagen), Velocità
Campionati tedeschi orientali, Velocità
Grand Prix de Paris (Parigi), Velocità
Campionati del mondo, Velocità Dilettanti
- 1988

DBC Grand Prix Open (Copenhagen), Velocità
Campionati tedeschi orientali, Velocità
Grand Prix de Paris (Parigi), Velocità
Giochi olimpici, Velocità

## Piazzamenti

### Competizioni mondiali
- Campionati mondiali

Liegi 1976 - Velocità Juniores: vincitore
Vienna 1977 - Velocità Juniores: vincitore
San Cristóbal 1977 - Velocità Dilettanti: 3°
Monaco di Baviera 1978 - Velocità Dilettanti: 5°
Amsterdam 1979 - Velocità Dilettanti: vincitore
Brno 1981 - Velocità Dilettanti: 2°
Leicester 1982 - Velocità Dilettanti: 2°
Zurigo 1983 - Velocità Dilettanti: vincitore
Bassano del Grappa 1985 - Velocità Dilettanti: vincitore
Colorado Springs 1986 - Velocità Dilettanti: 2°
Vienna 1987 - Velocità Dilettanti: vincitore
- Giochi olimpici

Mosca 1980 - Velocità: vincitore
Seul 1988 - Velocità: vincitore